# Pascal Bérubé
Pour les articles homonymes, voir Bérubé.
Pascal Bérubé, né le 16 février 1975 à Matane, est un homme politique québécois.
Élu la première fois à l'élection générale de 2007, à titre de député de Matane à l'Assemblée nationale du Québec sous la bannière du Parti québécois, il est réélu aux élections générales de 2008. En 2012, il est réélu député de la nouvelle circonscription de Matane-Matapédia, ainsi qu'aux élections de 2014, 2018 et de 2022.

## Biographie
Né le 16 février 1975 à Matane, Pascal Bérubé obtient en 1998 un baccalauréat en sciences de l’éducation de l’Université du Québec à Rimouski, où il est président de l’Association générale des étudiants. Il est également vice-président de la Fédération étudiante universitaire du Québec en 1998.
En début de vie professionnelle, il est directeur du développement de l’Association étudiante de l’école des sciences de la gestion à l’Université du Québec à Montréal (2001-2002), coordonnateur au Carrefour Jeunesse-emploi de Matane (2002-2003), coordonnateur de la Table des partenaires en formation de la MRC de Matane (2003-2006) et coordonnateur de projet de lutte contre la pauvreté et l’exclusion sociale pour la MRC de La Haute-Gaspésie (2006-2007).  
Militant souverainiste, Pascal Bérubé est aussi attaché politique aux cabinets du ministre de l’Éducation et de la Jeunesse François Legault et du ministre des Régions Jean-Pierre Jolivet durant le gouvernement de Lucien Bouchard. Il est aussi président du Comité national des jeunes du Parti québécois.

### Député et ministre
Lors de l'élection de 2003, Pascal Bérubé est défait de justesse, avec un déficit de 33 voix (sur un total de 18 613) par la libérale Nancy Charest dans la circonscription de Matane. Il est par la suite élu dans la même circonscription aux élections générales du 26 mars 2007, avec une mince avance de 213 votes sur Nancy Charest; il a alors 32 ans. Il est réélu en 2008, cette fois avec une confortable avance. En 2012 et 2014 il est réélu dans la nouvelle circonscription de Matane-Matapédia, chaque fois avec autour de 60 % du suffrage, la plus forte majorité au sein du Parti québécois. 
Le 19 septembre 2012, il est nommé ministre délégué au Tourisme et ministre responsable de la région du Bas-Saint-Laurent. À 38 ans, il devient le deuxième plus jeune ministre du gouvernement de Pauline Marois.
Du 25 avril 2014 au 14 octobre 2016, il est porte-parole de l'opposition officielle en matière de Sécurité publique et du 2 juin 2014 au 27 octobre 2016 vice-président de la Commission des transports et de l'environnement.
Lors de la course à la chefferie du PQ de 2016 il est d'abord neutre, affirmant que le caucus péquiste devrait être du côté du candidat ou de la candidate gagnante, mais rejoint finalement l'équipe de Jean-François Lisée.
Le 9 octobre 2018, à la suite de la démission de Jean-François Lisée, il est choisi à l'unanimité par le caucus péquiste pour occuper les fonctions de chef intérimaire du Parti québécois.
Pascal Bérubé est réélu pour un sixième mandat lors des élections générales du 3 octobre 2022.

## Résultats électoraux
|                                                                                               | Nom                      | Parti                 | Nombre de voix | %      | Maj.   |
| --------------------------------------------------------------------------------------------- | ------------------------ | --------------------- | -------------- | ------ | ------ |
|                                                                                               | Pascal Bérubé (sortant)  | Parti québécois       | 20 057         | 67,4 % | 14 894 |
|                                                                                               | Jean-Sébastien Barriault | Coalition avenir      | 5 163          | 17,4 % | -      |
|                                                                                               | Alexandre Leblanc        | Conservateur          | 2 316          | 7,8 %  | -      |
|                                                                                               | Marie-Phare Boucher      | Québec solidaire      | 1 450          | 4,9 %  | -      |
|                                                                                               | Harley Ryan Lounsbury    | Libéral               | 637            | 2,1 %  | -      |
|                                                                                               | Madeleine Rose           | L'union fait la force | 123            | 0,4 %  | -      |
| Total                                                                                         | Total                    | Total                 | 29 746         | 100 %  |        |
| Le taux de participation lors de l'élection était de 64,9 % et 307 bulletins ont été rejetés. |                          |                       |                |        |        |

|                                                                                               | Nom                     | Parti               | Nombre de voix | %      | Maj.   |
| --------------------------------------------------------------------------------------------- | ----------------------- | ------------------- | -------------- | ------ | ------ |
|                                                                                               | Pascal Bérubé (sortant) | Parti québécois     | 20 658         | 69,5 % | 17 279 |
|                                                                                               | Mathieu Quenum          | Coalition avenir    | 3 379          | 11,4 % | -      |
|                                                                                               | Annie Fournier          | Libéral             | 3 351          | 11,3 % | -      |
|                                                                                               | Marie-Phare Boucher     | Québec solidaire    | 1 718          | 5,8 %  | -      |
|                                                                                               | Pierre-Luc Coulombe     | Vert                | 358            | 1,2 %  | -      |
|                                                                                               | Paul-Émile Vignola      | Conservateur        | 159            | 0,5 %  | -      |
|                                                                                               | Jocelyn Rioux           | Citoyens au pouvoir | 118            | 0,4 %  | -      |
| Total                                                                                         | Total                   | Total               | 29 741         | 100 %  |        |
| Le taux de participation lors de l'élection était de 65,4 % et 230 bulletins ont été rejetés. |                         |                     |                |        |        |

|                                                                                               | Nom                          | Parti            | Nombre de voix | %      | Maj.   |
| --------------------------------------------------------------------------------------------- | ---------------------------- | ---------------- | -------------- | ------ | ------ |
|                                                                                               | Pascal Bérubé (sortant)      | Parti québécois  | 18 025         | 61,2 % | 11 313 |
|                                                                                               | Dave Gravel                  | Libéral          | 6 712          | 22,8 % | -      |
|                                                                                               | Yann Gobeil-Nadon            | Coalition avenir | 3 019          | 10,2 % | -      |
|                                                                                               | Gérald Tremblay              | Québec solidaire | 1 511          | 5,1 %  | -      |
|                                                                                               | Joëlle Vadeboncoeur Harrison | Option nationale | 207            | 0,7 %  | -      |
| Total                                                                                         | Total                        | Total            | 29 474         | 100 %  |        |
| Le taux de participation lors de l'élection était de 63,2 % et 453 bulletins ont été rejetés. |                              |                  |                |        |        |

|                                                                                             | Nom                  | Parti              | Nombre de voix | %      | Maj.   |
| ------------------------------------------------------------------------------------------- | -------------------- | ------------------ | -------------- | ------ | ------ |
|                                                                                             | Pascal Bérubé        | Parti québécois    | 19 768         | 59 %   | 13 505 |
|                                                                                             | Jean-Clément Ouellet | Libéral            | 6 263          | 18,7 % | -      |
|                                                                                             | Pierre D'Amours      | Coalition avenir   | 5 332          | 15,9 % | -      |
|                                                                                             | Diane Bélanger       | Québec solidaire   | 1 230          | 3,7 %  | -      |
|                                                                                             | Geneviève Allard     | Option nationale   | 440            | 1,3 %  | -      |
|                                                                                             | Lise Deschênes       | Vert               | 348            | 1 %    | -      |
|                                                                                             | Pascal Gauthier      | Équipe autonomiste | 127            | 0,4 %  | -      |
| Total                                                                                       | Total                | Total              | 33 508         | 100 %  |        |
| Le taux de participation lors de l'élection était de 71 % et 280 bulletins ont été rejetés. |                      |                    |                |        |        |

|                                                                                               | Nom                     | Parti               | Nombre de voix | %      | Maj.  |
| --------------------------------------------------------------------------------------------- | ----------------------- | ------------------- | -------------- | ------ | ----- |
|                                                                                               | Pascal Bérubé (sortant) | Parti québécois     | 9 589          | 58 %   | 4 086 |
|                                                                                               | Eric Plourde            | Libéral             | 5 503          | 33,3 % | -     |
|                                                                                               | Denis Paquette          | Action démocratique | 1 117          | 6,8 %  | -     |
|                                                                                               | Gilles Arteau           | Québec solidaire    | 320            | 1,9 %  | -     |
| Total                                                                                         | Total                   | Total               | 16 529         | 100 %  |       |
| Le taux de participation lors de l'élection était de 59,6 % et 145 bulletins ont été rejetés. |                         |                     |                |        |       |

|                                                                                               | Nom                      | Parti               | Nombre de voix | %      | Maj. |
| --------------------------------------------------------------------------------------------- | ------------------------ | ------------------- | -------------- | ------ | ---- |
|                                                                                               | Pascal Bérubé            | Parti québécois     | 7 830          | 39,1 % | 213  |
|                                                                                               | Nancy Charest (sortante) | Libéral             | 7 617          | 38 %   | -    |
|                                                                                               | Donald Grenier           | Action démocratique | 3 980          | 19,9 % | -    |
|                                                                                               | Brigitte Michaud         | Québec solidaire    | 358            | 1,8 %  | -    |
|                                                                                               | François Vincent         | Vert                | 240            | 1,2 %  | -    |
| Total                                                                                         | Total                    | Total               | 20 025         | 100 %  |      |
| Le taux de participation lors de l'élection était de 72,3 % et 152 bulletins ont été rejetés. |                          |                     |                |        |      |

|                                                                                               | Nom             | Parti               | Nombre de voix | %      | Maj. |
| --------------------------------------------------------------------------------------------- | --------------- | ------------------- | -------------- | ------ | ---- |
|                                                                                               | Nancy Charest   | Libéral             | 7 602          | 40,8 % | 33   |
|                                                                                               | Pascal Bérubé   | Parti québécois     | 7 569          | 40,7 % | -    |
|                                                                                               | Raynald Bernier | Action démocratique | 3 005          | 16,1 % | -    |
|                                                                                               | Nelson Gauthier | Indépendant         | 178            | 1 %    | -    |
|                                                                                               | Nestor Turcotte | Indépendant         | 135            | 0,7 %  | -    |
|                                                                                               | David Lejeune   | Vert                | 124            | 0,7 %  | -    |
| Total                                                                                         | Total           | Total               | 18 613         | 100 %  |      |
| Le taux de participation lors de l'élection était de 67,6 % et 155 bulletins ont été rejetés. |                 |                     |                |        |      |